# Helena Blach Lavrsen
Helena Blach Lavrsen (født 7. juni 1963), er en dansk curlingspiller som deltog i de Olympiske lege 1998 i Nagano.
Blach Lavrsen vandt en olympisk sølvmedalje under vinter-OL 1998 i Nagano. Hun var med på det danske hold, der sluttede på andenpladsen i curlingturneringen for damer efter Canada. Holdet vandt semifinalen over Sverige med 7-5 men tabte finalen mod Canada med 5-7. De andre på holdet var Dorthe Holm, Margit Pörtner og Trine Qvist, samt reserven Jane Bidstrup.
I 2003 deltog Blach Lavrsen i tv-programmet Big Brother V.I.P. med bl.a. Morten Messerschmidt, Carl-Mar Møller, Kira Eggers og Gigi Fredie-Petersen.

## Mesterskabsmedaljer

### OL
- 1998  Nagano -  Sølv i curling, damer  Danmark

### VM
- 1982 -  Guld, kvinder  Danmark
- 1990 -  Bronze, kvinder  Danmark
- 1997 -  Bronze, kvinder  Danmark
- 1998 -  Sølv, kvinder  Danmark

### EM
- 1981 -  Bronze, kvinder  Danmark
- 1994 -  Guld, kvinder  Danmark
- 1997 -  Sølv, kvinder  Danmark
- 1998 -  Bronze, kvinder  Danmark